# 심장독성
심장독성(心臟毒性, cardiotoxicity) 또는 심독성(心毒性)은 심장의 전기생리적 기능 이상이나 근육의 손상을 일으키는 독성이다. 심장독성으로 인해 심장의 기능이 약해져 혈액을 순환시키는 효율이 떨어지게 된다. 심장독성의 원인으로는 독소루비신 등의 안트라사이클린 계열 약제가 대표적인 일부 화학요법 약제들, 방사선치료를 포함한 화학요법, 신경성 식욕부진증의 합병증, 중금속 섭취, 코카인과 같은 강력한 각성제의 장기간 남용이나 고용량 복용, 부피바카인과 같은 약제를 잘못 처방한 경우 등이 있다.

## 같이 보기
- 바트라코톡신
- 심부전
- 약물 상호작용